# حيز (زخرفة)
الحيّز هو زينة معمارية تتكون من قالب، عادة ما يكون عبارة عن لوحة مستطيلة، تحيط بالجانب الخارجي للقوس. الحيز هي زخرفة معمارية إسلامية، انتشرت في الثقافة الإتروسكانية، واستُخدمَت في العمارة القوطية والأستورية والمغربية والمستعربية (مسيحيي الأندلس) [الإنجليزية] والمدجنة والإيزابيلية.

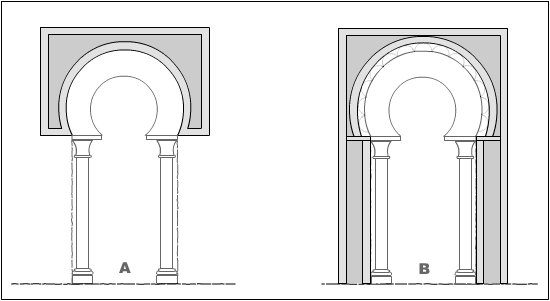
أنواع الحيز.

وهو شائع في الفن الإسلامي الأندلسي والفن المستعرب الإسباني (عادةً ما يكون مرتبطًا بقوس حدوة الحصان). كما توضح الصورة، هناك نوعان من الحيز:
1. حيز يبدأ من قوس معماري [الإنجليزية].
2. حيز يبدأ من الأرض.

المساحة بين القوس والحيز تسمى الضاحية ، وعادة ما تكون مزخرفة بشكل غني (رمادي اللون في الرسم التوضيحي). يُطلق على كل مثلث منحني اسم مثلث زخرفي [الإنجليزية].